# Bassozetus nasus
Bassozetus nasus är en fiskart som beskrevs av Garman, 1899. Bassozetus nasus ingår i släktet Bassozetus och familjen Ophidiidae. Inga underarter finns listade.